# Auf zwei Planeten
Auf zwei Planeten (en français : Sur deux planètes) est un roman allemand de science-fiction de Kurd Lasswitz, publié en 1897.

## Contexte
Publié un an avant La Guerre des Mondes (H.G. Wells), le roman s'inspire également des découvertes de Giovanni Schiaparelli et de Percival Lowell de canaux sur Mars qui semblaient être tracés par une espèce intelligente. Il est à noter cependant que les deux auteurs ne se sont jamais influencés l'un l'autre, la proximité des dates étant du pur hasard.

## Résumé
Une expédition au pôle Nord conduit à la découverte d'un avant-poste des Nume, c'est-à-dire des Martiens. Peuple technologiquement et culturellement avancé, ils regardent de haut les Bate, c'est-à-dire les Terriens, et leurs civilisations jugées barbares, qu'ils hésitent d'ailleurs à envahir. Alors que des conflits éclatent, soit par malentendu, soit par volonté colonisatrice, les échanges entre Nume et Bate prouvent que les deux peuples n'ont certes "pas un esprit égal, mais peut-être un cœur égal". Il y a là le début d'une réconciliation entre les deux planètes. 

## Analyse
Si les êtres décrits par Kurd Lasswitz, des Martiens appelés Nume dans l'ouvrage, ressemblent physiquement aux humains, ils vivent selon une tout autre philosophie. Leur politique est basée sur le citoyen éclairé qui serait au fait de tous les programmes politiques, et dont on garantit les libertés en contrepartie. A l'égard des humains, les Nume restent très distants et respectueux de leurs vies : même lors d'affrontements avec un navire anglais, tout est fait pour limiter les pertes des deux côtés. Les Martiens sont donc des êtres idéaux et leur société est utopique.
Cette utopie est aussi scientifique, l'auteur décrit avec précision la technologie des Nume. Leur mode de propulsion est basée sur le contrôle de la gravité, qui leur permet ainsi de rallier la Terre en rien de temps ; ils ont éradiqué la faim en parvenant à extraire des nutriments à partir de roche ; leurs besoins énergétiques sont comblés par des panneaux solaires. Les progrès scientifiques des Martiens sont souvent visionnaires des avancées du XXe siècle, comme la station spatiale géostationnaire décrite au début du livre. L'auteur est de ce fait optimiste vis-à-vis de la science, qu'il voit surtout comme un moyen de faire le bien.
D'un autre côté, cette utopie martienne a des limites quand on vient à son attitude face aux humains. Kurd Lasswitz critique par ce biais l'impérialisme et la politique coloniale de son temps. Les Nume viennent en effet en colonisateurs qui souhaitent apporter les bénéfices de leur culture aux "pauvres humains" (Ko Bate! dans le texte). Après une guerre rapide, la Terre devient un protectorat, dont l'auteur nous révèle vite la nature despotique. Il y a toutefois une once d'espoir quand les humains s'unissent dans une guerre d'indépendance. A l'issue de leur victoire, ils décident de profiter des avancées des Martiens sans assujetissement, résumé en la formule Numenheit ohne Nume (La Numéité sans les Nume).
En conclusion, à travers cette utopie scientifique et ses défauts, Kurd Lasswitz se pose une question essentielle au vu des avancées scientifiques de son temps : un pouvoir sans limite obtenu grâce à la technologie sera-t-il correctement utilisé ?

## Inspirations
Le roman a été très populaire après la Première Guerre Mondiale et est arrivé dans la main de nombreux scientifiques allemands comme Hermann Oberth ou Werner von Braun.
Censuré par les Nazis, le roman est aujourd'hui en partie oublié[réf. nécessaire].

## Traductions
- Française : actuellement, il n'y a pas d'édition publiée en langue française.
- Anglaise : Two Planets, traduit de l'Allemand par H. Rudnick, Southern Illinois University Press, 1971[5].